# Ringön

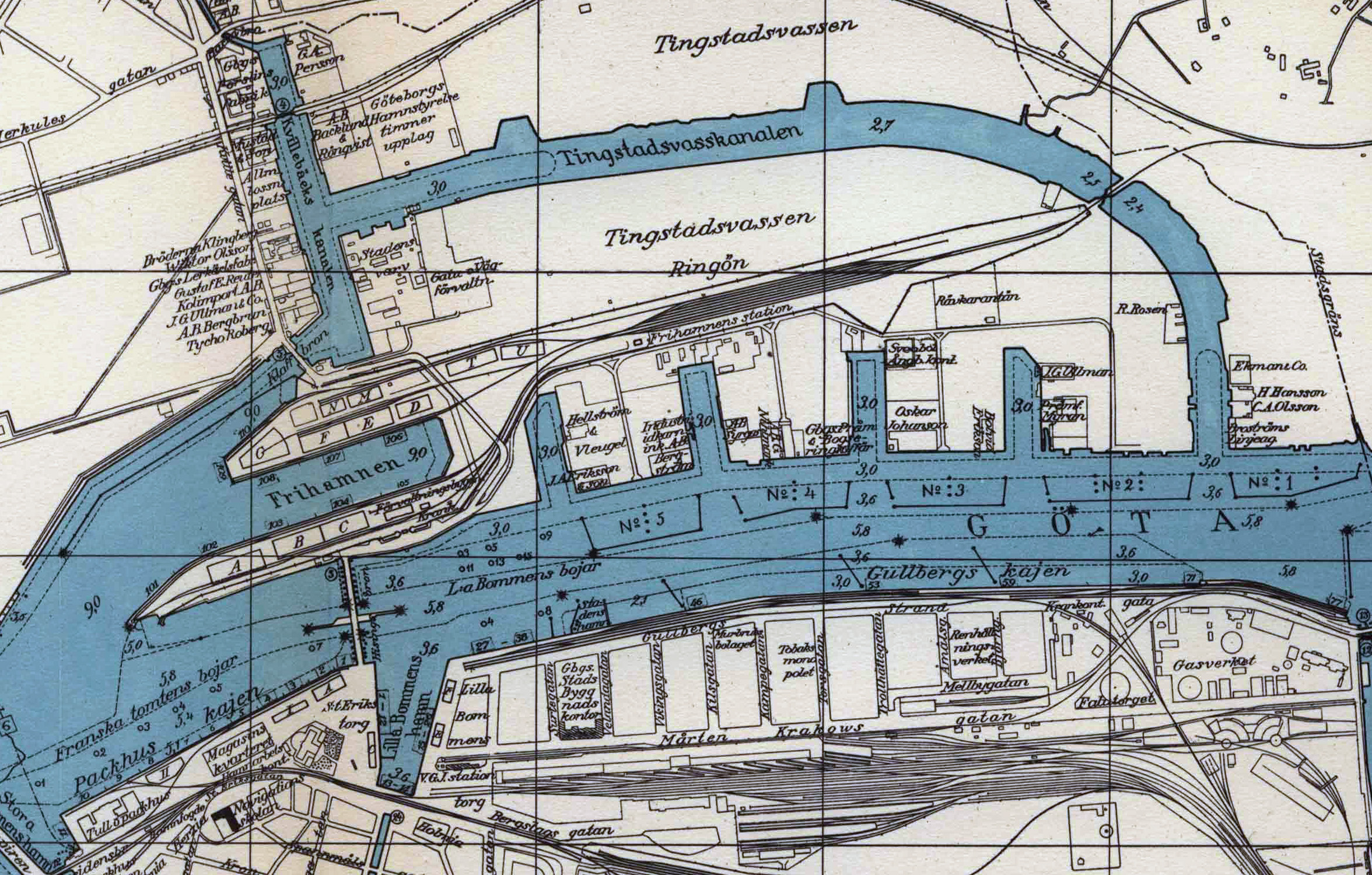
Ringön innan Tingstadsvasskanalen hade fyllts igen (1932).

Ringön är ett industriområde på Hisingen i Göteborg som begränsas av Hisingsbron i väster, Tingstadstunneln i öster, Göta älv i söder och Lundbyleden i norr.

## Historia

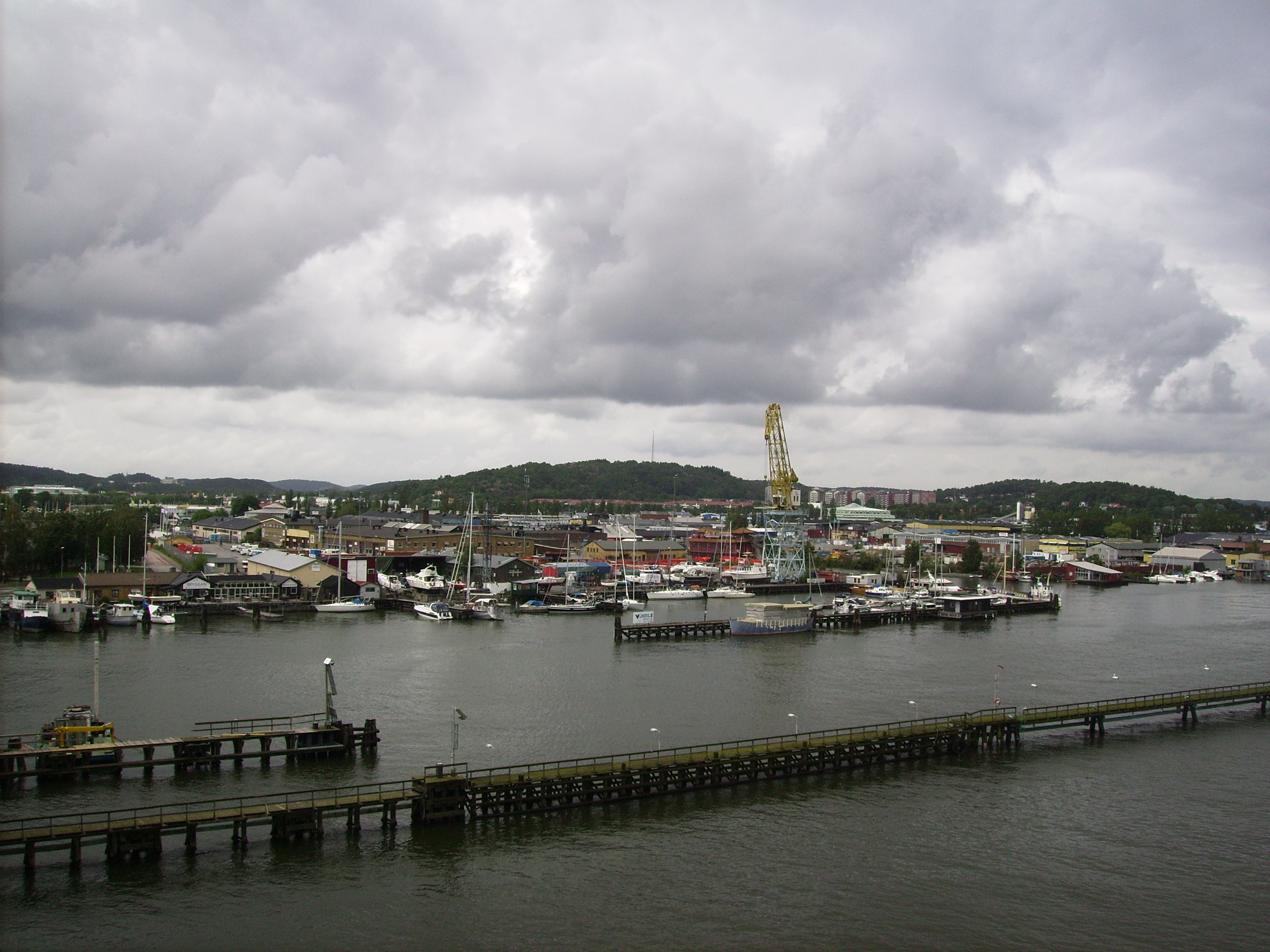
Utsikt från Götaälvbron över Ringön.

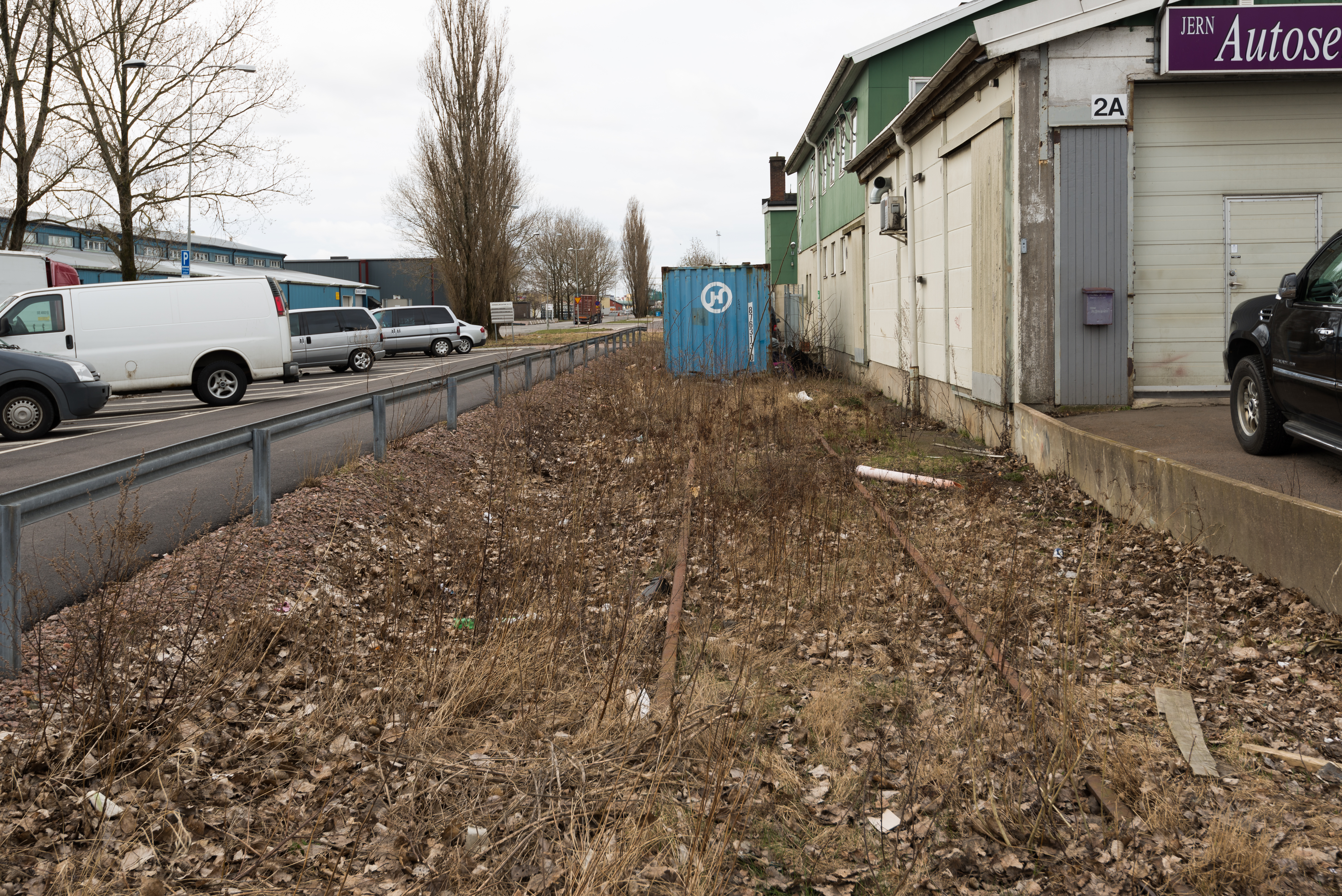
Järnvägsspår på Järnmalmsgatan.

Namnet Ringön kommer av Ringkanalen även Omloppskanalen och senare Tingstadsvasskanalen, som grävdes ut i samband med muddringsarbeten i Tingstadsvassen 1885–1898, då Ringön skapades. Ringkanalen var cirka 1 875 meter lång, cirka 75 meter bred samt 2–3 meter djup. Kanalen sträckte sig från mitten av Kvillebäckskanalen i en båge österut till Göta älv. Ringön blev förbunden med Hisingen genom två broar, Klaffbron i väster, mellan Frihamnen och Lundbyvassen samt järnvägsbron Frihamnsbanebron i öster mellan Ringön och Tingstadsvassen. Mitt på Ringön låg Frihamnens (järnvägs-)station.
Då Götaälvbron skulle anläggas, drogs Hjalmar Brantingsgatan fram 1939 och en cirka 200 meter lång del av Ringkanalen lades igen. Ringkanalens återstående del lades igen 1958. Vid stranden mot Göta älv fanns det fyra hamnanläggningar samt Frihamnen längst ut i sydväst. På Tingstadsvassen fanns ett av Göteborgs tidigaste flygfält.
I öster växer området ihop med Backa industriområde, och i väster (efter Hisingsbron) med Frihamnen. Området består av både ny och gammal bebyggelse och har tidigare bestått av verkstadsbaserad industri, därför finns det fortfarande järnvägsspår mitt i området, men numera växer butiker och kontor fram. Längs med Ringöns älvstrand finns många förfallna byggnader och båtar med mera. Det förs diskussioner om att rusta upp området.
Många små lokala ölbryggerier har på senare tid öppnat.
Göteborgs roddklubb huserade med båthus under Götaälvbron på Ringön från 1942 till 1976.

## Gator

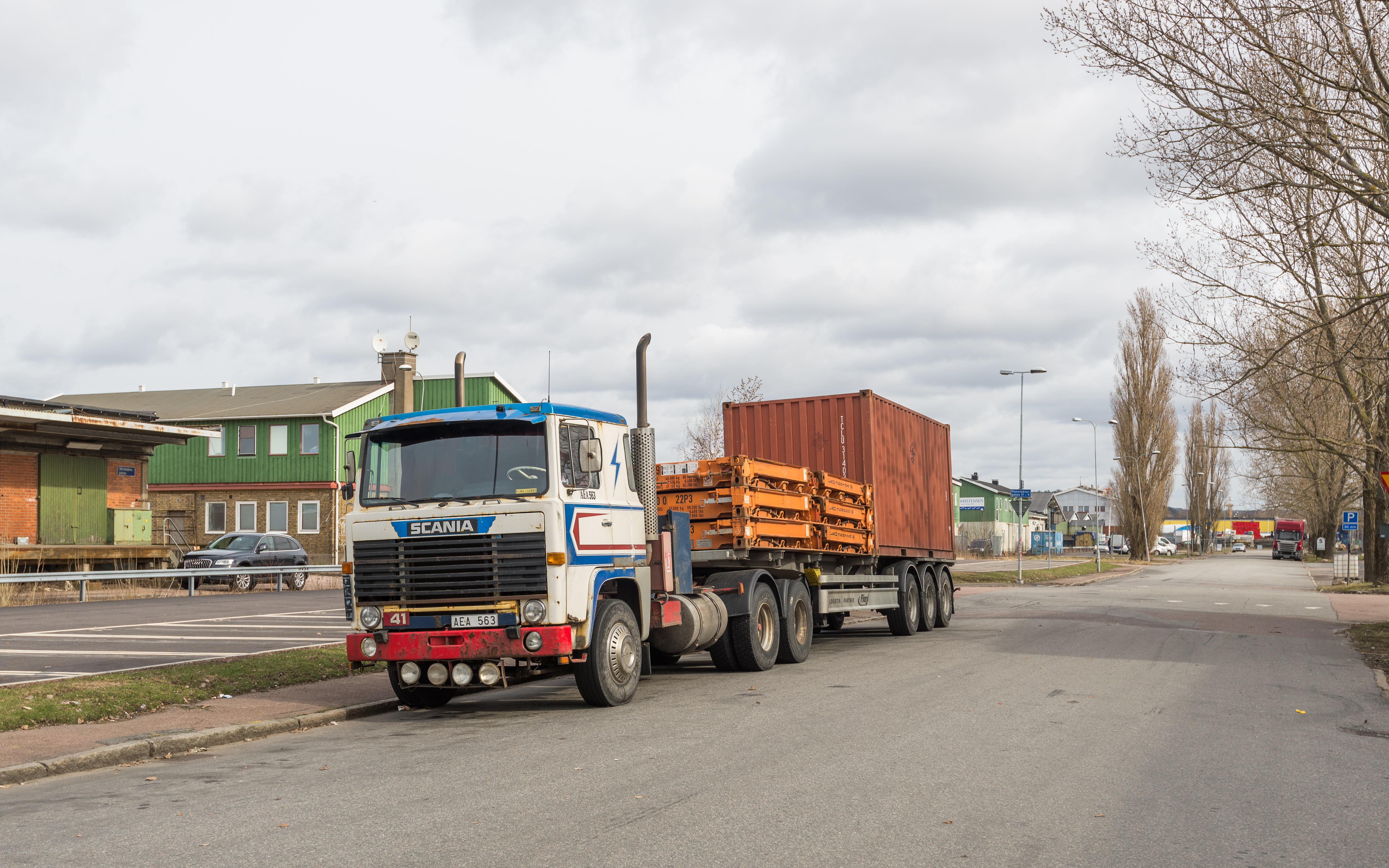
Järnmalmsgatan

- Ringögatan
- Gjutjärnsgatan
- Smidesgatan
- Bleckvarugatan
- Galvaniseringsgatan
- Tackjärnsgatan
- Stenkolsgatan
- Järnmalmsgatan
- Kolgruvegatan
- Manufakturgatan
- Kalkbruksgatan
- Stålverksgatan
- Lergodsgatan
- Salsmästaregatan
- Bessemergatan[5]

## Verksamheter i urval
2024: Gotenius varv, Stena Recycling, Vegabryggeriet, Claessons Trätjära, Ringövarvet, Ivans Pilsnerbar, Hey It's Enrico Palazzo. 

## Bilder

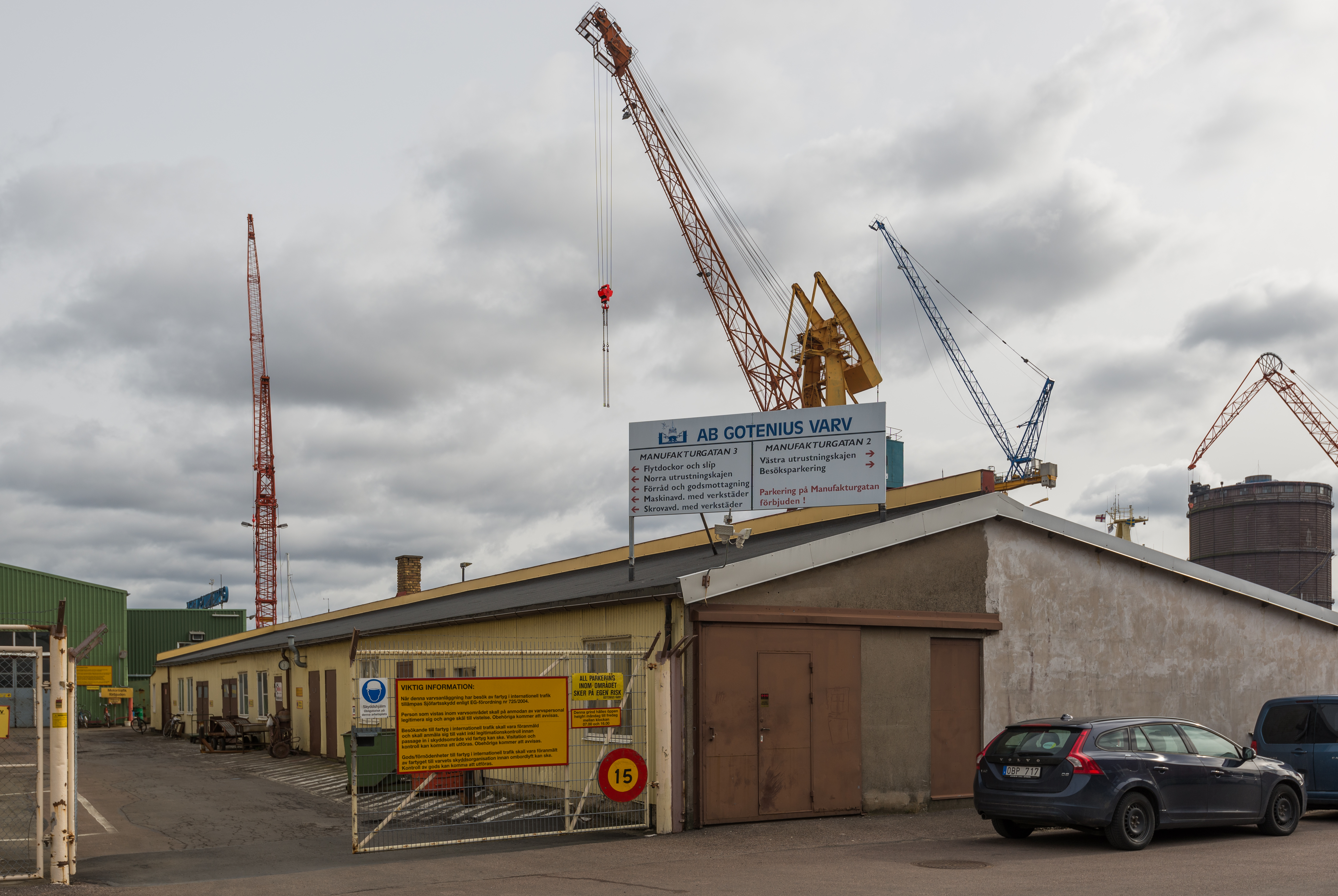
Gotenius varv.
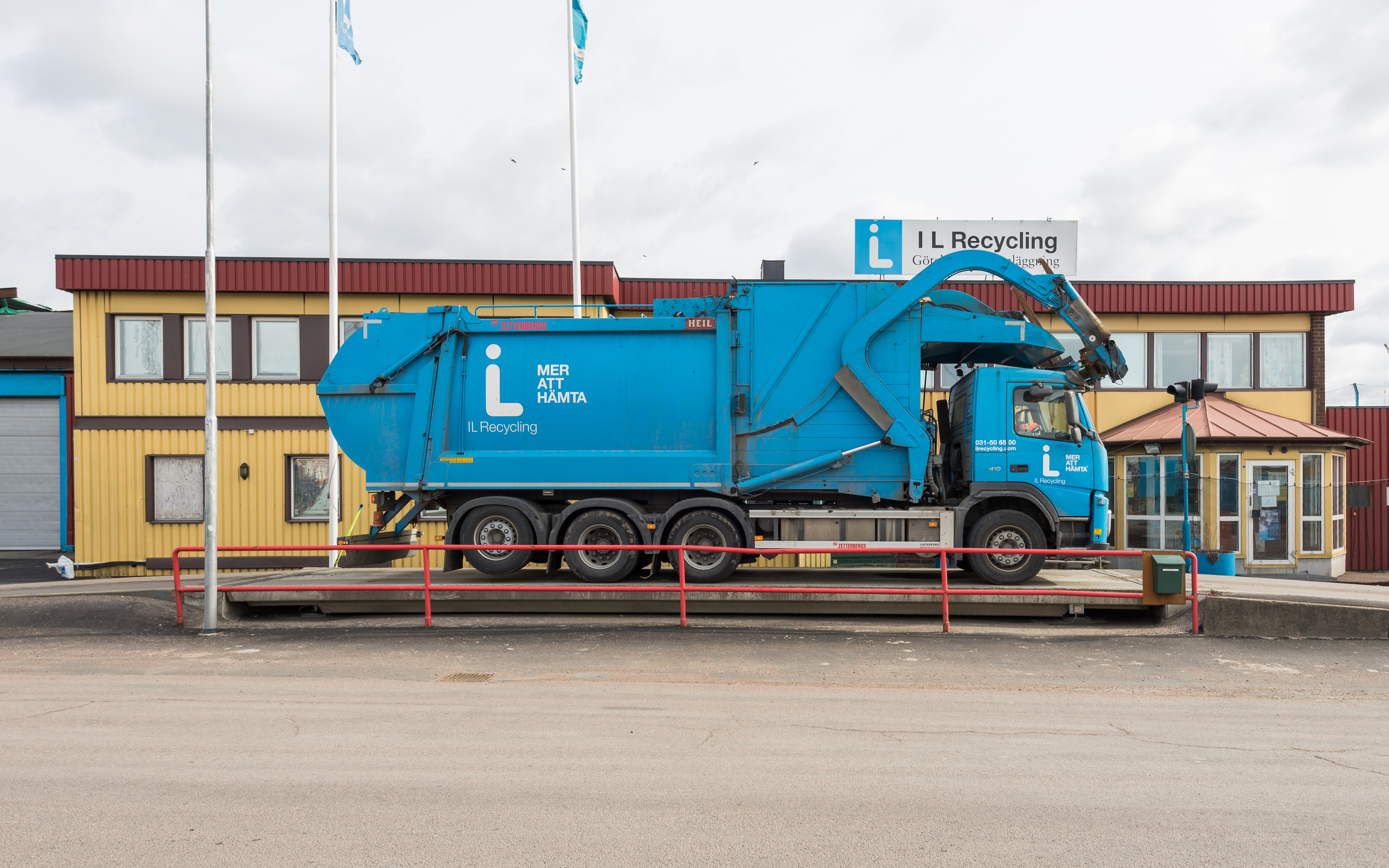
Stena Recycling återvinningsanläggning för papper och plast på Stenkolsgatan 7.
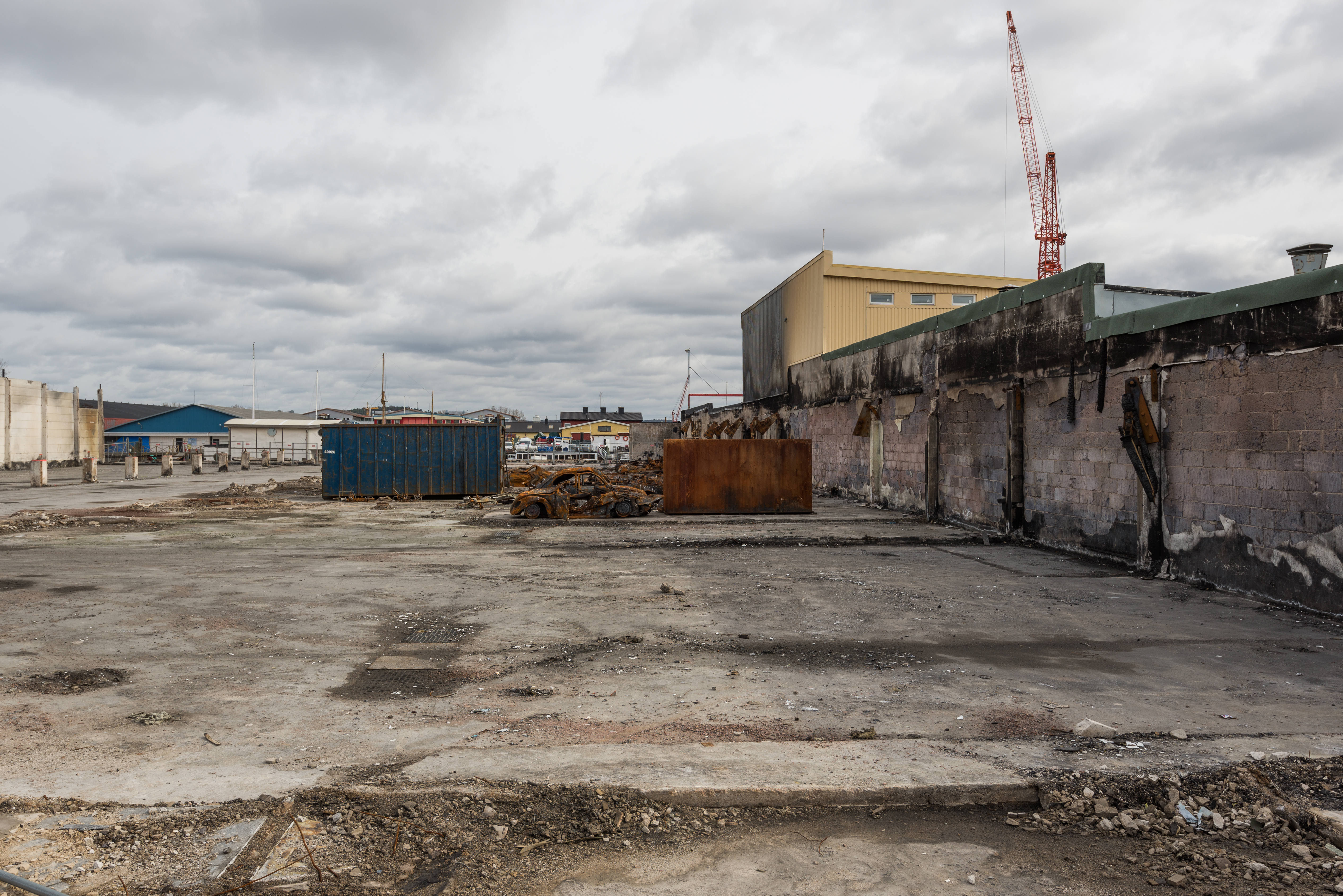
Nedbrunnen byggnad på Manufakturgatan med Gotenius varv i bakgrunden till höger.